# Björnsjön (Nätra socken, Ångermanland)
Björnsjön är en sjö i Örnsköldsviks kommun i Ångermanland och ingår i Nätraån-Ångermanälvens kustområde. Sjön har en area på 0,112 kvadratkilometer och ligger 152 meter över havet.

## Delavrinningsområde
Björnsjön ingår i det delavrinningsområde (700914-162408) som SMHI kallar för Inloppet i Långnässjön. Medelhöjden är 277 meter över havet och ytan är 24,92 kvadratkilometer. Det finns inga avrinningsområden uppströms utan avrinningsområdet är högsta punkten. Avrinningsområdets utflöde Näskeån mynnar i havet. Avrinningsområdet består mestadels av skog (82 procent). Avrinningsområdet har 0,25 kvadratkilometer vattenytor vilket ger det en sjöprocent på 1 procent.